# Tholodus
Tholodus — вимерлий рід базальних іхтіоптеригій, що існував в середньому тріасі. Викопні рештки тварини знайдено в Німеччині, на північного сході Італії та, можливо, в Китаї. Типовий вид — Tholodus schmidi . Відомий з багатьох фрагментарних решток, переважно зубів та фрагментів щелепи.
Xinminosaurus з формації Гуаньлін в провінції Гуйчжоу (Китай) може бути молодшим синонімом Tholodus. Єдина різниця між таксонами, полягає в тому, що зразки Tholodus вдвічі більші за голотип Xinminosaurus.